# 담롱현
담롱현(베트남어: Huyện Đam Rông / 縣丹容)은 베트남 중부 고원 지방 럼동성에 있는 현이다. 2018년 현재 담롱현의 인구는 45,300명이다. 현의 면적은 873.7km2이다.

## 행정 구역
담롱현은 총 8개의 행정구역으로 구성되어 있으며, 8개의 사가 있다.

### 사
- 다크낭 사 (Xã Đạ Knàng)
- 달롱사 사 (Xã Đạ Long, 達龍社)
- 다므롱 사 (Xã Đạ M'rong)
- 다르살 사 (Xã Đạ Rsal)
- 다똥 사 (Xã Đạ Tông, 達宋社)
- 리엥스롱 사 (Xã Liêng Srônh)
- 피리엥 사 (Xã Phi Liêng, 非靈社)
- 로멘 사 (Xã Rô Men)